# ايمري فارادي
ايمري فارادي (بالإنجليزية: Imre Varadi)‏ هو لاعب كرة قدم بريطاني، ولد في 8 يوليو 1959 في بادنغتون في المملكة المتحدة. لعب مع أكسفورد يونايتد وسكونثورب يونايتد وشيفيلد وينزداي وشيفيلد يونايتد وليدز يونايتد ومانشستر سيتي ونادي إيفرتون ونادي بوسطن يونايتد ونادي روذرهام يونايتد ونادي لوتون تاون ونادي مانسفيلد تاون ونيوكاسل يونايتد ووست بروميتش ألبيون.

## وصلات خارجية
- ايمري فارادي على موقع قاعدة بيانات كرة القدم.إي يو (الإنجليزية)
- ايمري فارادي على موقع Soccerbase.com (لاعب) (الإنجليزية)
- ايمري فارادي على موقع عالم كرة القدم.نت (الإنجليزية)